# Itabaiana (ort i Brasilien, Sergipe)
Itabaiana är en ort i Brasilien.   Den ligger i kommunen Itabaiana och delstaten Sergipe, i den östra delen av landet, 1 300 km nordost om huvudstaden Brasília. Itabaiana ligger 190 meter över havet och antalet invånare är 63 888.
Terrängen runt Itabaiana är huvudsakligen platt, men åt sydost är den kuperad. Itabaiana är det största samhället i trakten.
Omgivningarna runt Itabaiana är huvudsakligen savann. Runt Itabaiana är det ganska tätbefolkat, med 139 invånare per kvadratkilometer.